# كنيس زوهري شامة
كنيس زوهري شامة أو كنيس شروق الشمس أو مبنى الشمس أو برج ساعة محانيه يهودا هو مبنى حجري له واجهة خشبية تحتوي على ساعة شمسية ضخمة بقطر 5 أمتار (16 قدمًا). يقع كنيس زوهري شامة على الطريق المُتّجه من مدينة القدس في الأراضي الفلسطينية المُحتلة إلى مدينة يافا في إسرائيل.
قام الحاخام شموئيل ليفي بتشييد مبنى الشمس على عدة مراحل بدءًا من عام 1908 وحتى عام عام 1917، وكان الغرض الأساسي من تشييده هو إقامة نزل لإيواء المهاجرين اليهود بالإضافة إلى كنيس يهودي. تعرض المبنى للتدمير خلال حريق عام 1941 في فلسطين، وقامت بلدية القدس بإعادة ترميمه جزئيًا في عام 1980. ولا يزال يضم حتى الآن كنيس زوهري شامة الأرثوذكسي، وهو كنيس مفتوح للصلاة طوال اليوم أمام رجال الأعمال المحليين والمقيمين والسياح.

## لمحة تاريخية
كان الحاخام شموئيل ليفي خياط أمريكي هاجر إلى إسرائيل من الولايات المتحدة الأميركية في بداية القرن العشرين، وهو من بدأ تشييد مبنى كنيس زوهري شامة الشاهق الذي يرتفع عن الأبراج المجاورة له بعدما اشترى في عام 1906 منزلًا من طابق واحد في حي محانيه يهودا الواقع على الطريق المؤدية إلى يافا من القدس بهدف تطويره على مراحل وتوفير غرف سكنية للمهاجرين كخدمة عامة.
كان شموئيل ليفي قد جمع أموال البناء في أمريكا عن طريق بيع تذاكر اليانصيب مقابل 20 فرنكًا للقطعة الواحدة، ومنح جائزتين كبيرتين لكل منهما 2000 فرنك وجوائز أخرى بقيمة 1000 و500 و100 و50 و20 فرنكًا. كان المبنى المخطط له يتألف من ثلاثة طوابق بالإضافة إلى علية بالطابق الرابع ومعرض بالطابق الخامس حيث كانت صور تذكر اليانصيب مرصوصة هناك إلى جانب صور للمدن المقدسة الأربع في التقليد اليهودي، وهي مدن القدس والخليل وطبريا وصفد، ومرفق بها وصفًا مكتوبًا لأهداف ليفي لبناء الكنيس وقاعة الدراسة والنزل.
تم الانتهاء من بناء ليفي الحجري المكون من ثلاثة طوابق مع علية ومعرض على عدة مراحل بدأت من عام 1908 وحتى عام 1917، وكان هو المبنى الأطول في القدس في ذلك الوقت. وبعد اكتمال البناء، كرس ليفي الطابق العلوي لكنيس زوهري شامة، والتي تعني شروق الشمس باللغة العبرية، للمصلين الذين يصلون عند شروق الشمس، وألحق بالكنيس أيضًا بيت مدراش أو قاعة دراسية سُمّىت "شونيه هلاخوس"، والتي تعني في اللغة العبرية "مراجعة القوانين اليهودية"، كما ألحق به في الطوابق السفلية نزل يستوعب 50 ضيفًا أطلق عليه اسم "تيفيريت زيون فيوريشاليم" أي "مجد صهيون والقدس"، ثُم أضيفت الساعة الشمسية الكبيرة لاحقًا إلى واجهة الطابق الرابع. ولكن في عام 1927 انهار معرض الطابق الخامس خلال الزلزال الذي ضرب المنطقة. وفي عام 1941 أشعلت دائرة كهربائية قصيرة حريقًا انتشر في جميع أنحاء المبنى، ودُمّر المعرض وألحق الضرر ببقية المبنى وبالساعة الشمسية.
قامت بلدية القدس في عام 1980 بترميم مبنى وواجهة كنيس زوهري شامة وإعادة بناء الساعة الشمسية. ويُعتبر كنيس زوهري شامة هو المستأجر الوحيد الآن، والكنيس الوحيد إلى جانب الشاشاريت لطقوس الصلاة عند شروق الشمس. هُناك صلاة أخرى بعد الظهر والمساء تقام واحدة تلو الأخرى في الطابق الأول ، كما يُمكن أداء الصلاة في وقت مبكر من المساء في الطابق الثاني. وفي حين يكون كنيس شاشاريت (وكذلك جميع معابد الماينيانيم تكون مفتوحة في أيام الأسبوع باستثناء يوم السبت وفقًا لعادات شزان الخاصة، وعمليًا فإن معظم هذه المينيانيم وفقًا لممارسات السفارديم، باستثناء المناسبات الخاصة مثل تلاوة يوم السبت زاخور وقراءة الميغا في عيد الفور، لا يُسمح فيها للنساء بدخول الكنيس. كما يوجد على سطح المبنى صفارة "السبت" التي تنبه السكان بوقت إضاءة شموع السبت.

## الساعة الشمسية

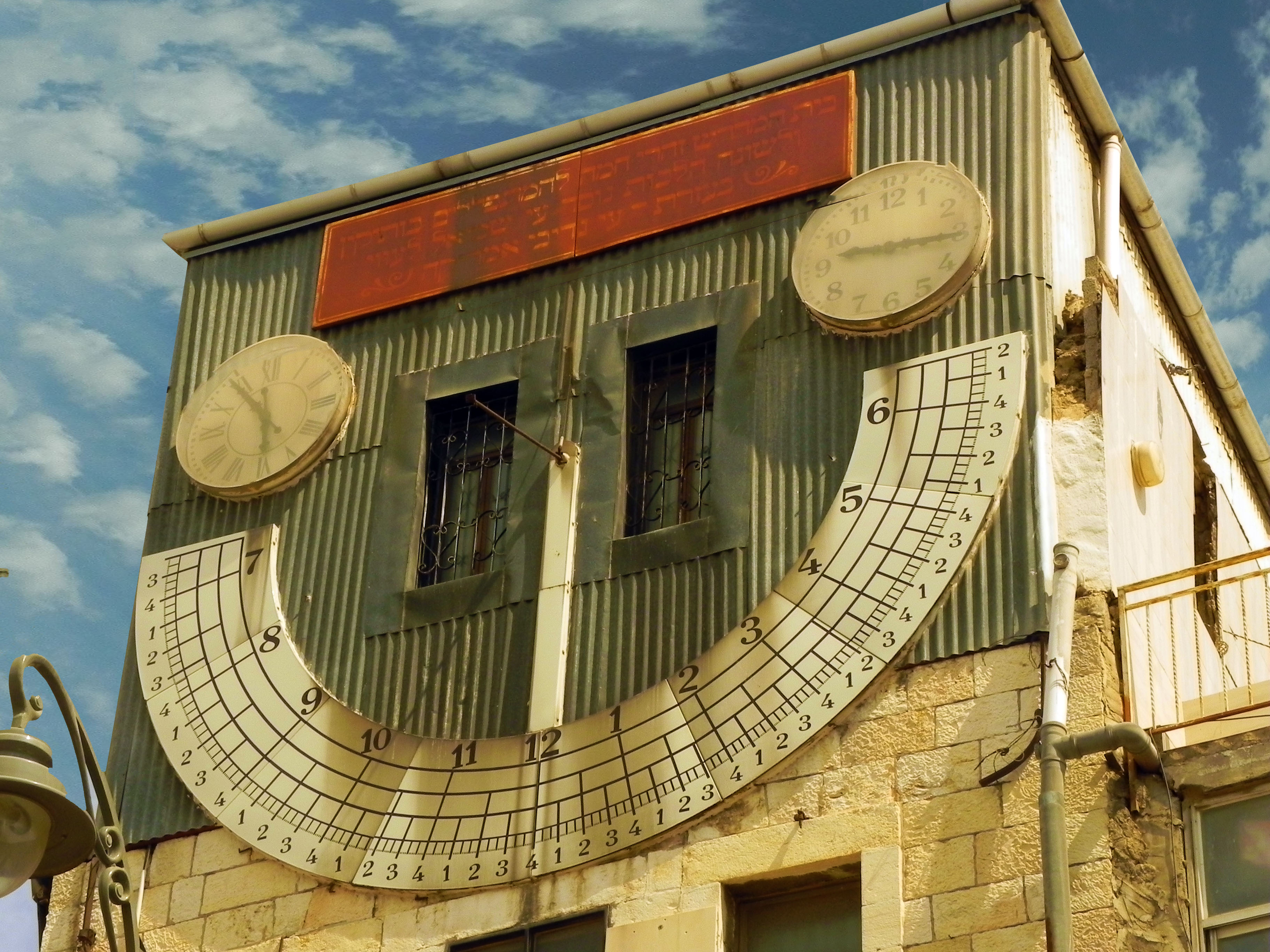
الساعة الشمسية أعلى مبنى كنيس زوهري شامة

كان الحاخام موشيه شابيرو هو من صمم الساعة الشمسية العمودية في الطابق الرابع من مبنى الشمس، وهو صانع ساعات من حي ميا شعريم وعالم فلك علم نفسه بنفسه حيث تعلم العلوم من خلال دراسة كتابات موسى بن ميمون وفيلنا غاون. قام شابيرو ببناء ساعات شمسية للجدران الخارجية لعدد من المعابد اليهودية الأخرى، مثل كنيس الخراب في البلدة القديمة بالقدس، واستمر بعد ذلك في بناء الساعات الشمسية لما لا يقل عن 15 كنيسًا يهوديًا آخر في إسرائيل، بما في ذلك المعبد اليهودي الكبير في بتاح تكفا.
كانت الساعات الشمسية ذات فائدة حاسمة لرواد الكنيس الأرثوذكسي الذين كانوا بحاجة إلى معرفة وقت شروق الشمس بالضبط لبدء صلاة الصباح (الفازكين)، والوقت المحدد لغروب الشمس لإكمال صلاة العصر، ووقت إضاءة شموع السبت، حيث تختلف هذه الأوقات يومًا بعد يوم كما تختلف باختلاف الموسم. قبل إقامة ساعة زوهري شامة الشمسية، كان اليهود الأرثوذكس يصعدون إلى قمة جبل الزيتون أو تلال حي البيت النباتي كل صباح ومساء لمراقبة أوقات شروق الشمس وغروبها. تضمن الطابق الثالث من مبنى ليفي في الأصل رواقًا خشبيًا مواجهًا للشرق يسمح للمصلين برؤية شروق الشمس بسهولة.
يبلغ قطر الساعة الشمسية الموجودة في أعلى مبنى كنيس زوهري شامة 5 أمتار (16 قدمًا). ويشير العقرب الأفقي إلى تقدم الشمس على طول نصف دائرة محددة في كل ساعة، مع علامات فرعية تُحدد 15 و30 و45 دقيقة. في الأيام الملبدة بالغيوم، قام ليفي بتركيب ساعتين ميكانيكيتين على جانبي الساعة الشمسية، إحداهما مخصصة للتوقيت الأوروبي والأخرى للتوقيت المحلي. صمم شابيرو أيضًا ثلاث ساعات شمسية للطابق الثالث من المبنى. ولكن لم يتبقى إلى الآن سوى الساعة الشمسية الكبيرة الموجودة في الطابق الرابع.
وُضعت صورة الساعة الشمسية على طابع بريدي إسرائيلي في كانون الأول (ديسمبر) عام 2014، وكان هذا الطابع جزءًا من سلسلة طوابع تذكارية مكونة من 3 طوابع بعنوان الساعات الشمسية في أرض إسرائيل.